# 穆罕默德·迪亞美
穆罕默德·迪亞美（法語：Mohamed Diamé，1987年6月14日—），亦稱為毛毛·迪亞美（法語：Momo Diamé），法國出生的職業足球員，司職中場中，現效力沙特职业足球联赛球會吉達艾阿里。雖然在法國出生，但迪亞美選擇了代表塞內加爾國家隊。

## 球會

### 早年
迪亞美出生在巴黎的一個市郊基迪爾及在2000年至03年期間入讀方亭足球學校。迪亞美在2003年於朗斯展開其職業生涯，但因健康問題於四年後離隊。2007年在他痊癒後，他加盟西班牙低組別球會連拿利斯，在翌季轉會至華歷簡奴，並協助該支剛從西乙B升班至西乙的馬德里球會取得第五名。在他效力華歷簡奴期間，據報西甲巨頭皇馬和巴塞，以及英超的阿仙奴都有意簽下這名中場

### 韋根
2009年8月，迪亞美跟英超球會韋根簽約三年。他的轉會在較前因他自報心臟問題而暫時擱置。在轉會後的第一日，他便為球隊上陣，但卻以0:5大敗曼聯。2010年2月6日對新特蘭取得在韋根的首個入球。2011/12球季完結後，由於他選擇不和球隊續約，最終離隊。

### 韋斯咸
2012年6月20日，迪亞美跟韋斯咸簽約三年。2012年8月18日，迪亞美首次為韋斯咸上陣，該仗球隊以1:0擊敗阿士東維拉。2012年10月6日在1:3不敵阿仙奴一戰中為球隊取得首個入球。他的第二個入球是在2012年12月1日擊敗車路士3:1一戰所取得的。2012年12月9日，迪亞美在對利物浦時受傷，預計倦勤三個月。2013年1月，不少球會都表示有意收購他，但他本人則希望留隊。迪亞美並未在轉會窗離隊，領隊艾拿戴斯指這是一個重大的決定。

### 侯城
2014年9月1日，迪亞美轉會侯城，簽約三年。兩周後，他首度亮相KC球場倒戈韋斯咸，他取得一個入球，助球隊2:2打和其舊主。

## 國家隊
由於其父親出生於達喀爾的關係，迪亞美擁有代表塞內加爾的資格。2011年3月22日，迪亞美獲得塞內加爾的徵召。一個月後，他首次出戰國家隊比賽。
2012年7月，迪亞美獲選入塞內加爾奧運隊，是三名超齡球員之一。

## 個人
迪亞美是一名穆斯林。

## 外部連結
- 足球数据库：穆罕默德·迪亞美的球员统计数据